# São Luiz do Anauá
São Luiz do Anauá este un oraș în Roraima (RR), Brazilia.